# في الحب والحرب (فلم)
في الحب والحرب (بالإنجليزية: In Love and War) هو فيلم رومانسي مأخوذ عن رواية بنفس الاسم للأديب الأمريكي إرنست همنجواي. وقام بالتمثيل ماكينزي أستن وساندرا بولوك وكريس أودونويل.
وتقع أحداث الفيلم أثناء الحرب العالمية الأولى. وبني الفيلم أساسا على تجربة إرنست همنجواي في الحرب. فقد جرح أثناء الحرب ونقل إلى المشفى، حيث وقع في حب الممرضة أجنس فون كوروفسكي، ولكن العلاقة بينهما لم تنجح.
والفيلم من إخراج ريتشارد أتينبورو.

## الميزانية والإيرادات
حقق أرباحا تقدر بـ 25372294 دولار.

## وصلات خارجية
- مقالات تستعمل روابط فنية بلا صلة مع ويكي بيانات